# 任尚
任尚（？—119年1月22日），東漢將領。

## 生平
最初為鄧訓護羌府長史，有戰功。永元年間，竇憲出屯涼州，請為司馬，永元三年（91年）二月，擊北匈奴於金微山，大破之，後遷戊己校尉。永元十四年（102年），代替班超為西域都護，交接時，班超囑咐任尚：“塞外吏士，本非孝子順孫。皆以罪過徙補邊屯，而蠻夷懷鳥獸之心，難養易敗。今君性嚴急，水清無大魚，察政不得下和，宜盪佚簡易，寬小過，總大綱而已。”班超走後，任尚卻對親信說：「我以班君當有奇策，今所言平平耳！」。任尚在西域數年，西域最終反叛，絲綢之路再次中斷，任尚以罪被徵，一如班超所言。起為烏桓校尉。永初初年，為征西校尉，封樂亭侯。元初三年（116年），為中郎將，遣兵擊破先零羌於丁奚城，後因“作斷盜軍糧，檻車徵付廷尉”之罪被判處棄市。